# 自由財
自由財（じゆうざい）とは、財の一種で、稀少性がなく、人間の欲している総量（価格がゼロのときの需要量）よりも、それが自然や環境に存在している総量（供給量）の方が、遙かに上回っている財のことである。
自由財は、その特徴として、人間の欲している総量以上に存在しているので、価格はゼロとなり、対価を払うことなく消費可能である。自由財の例として、空気、海水、砂などがある。